# Intershop

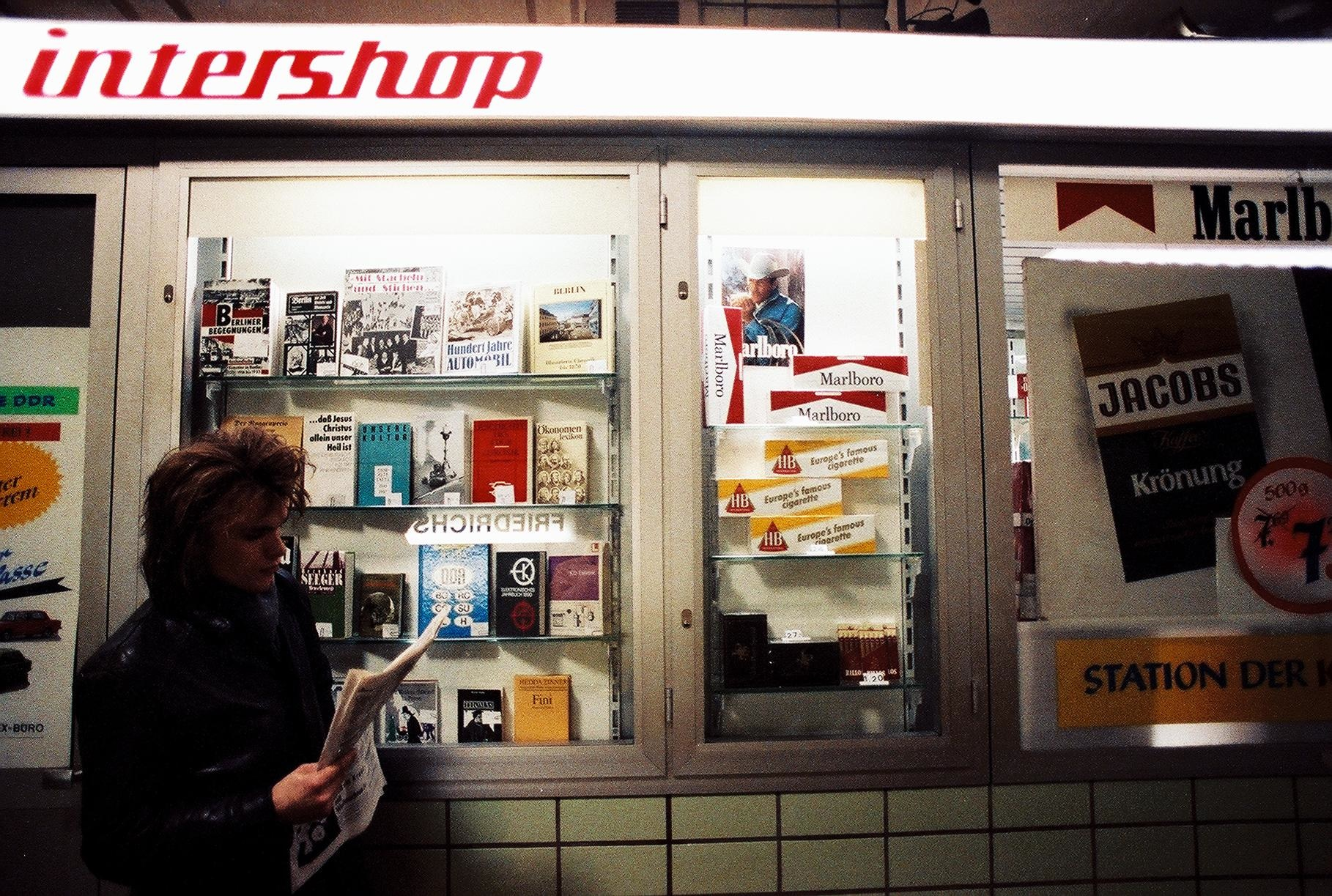
Una Intershop en Berlín, en la estación de metro Friedrichstraße, accesible solo desde Berlin Oeste, año 1990.

Intershop era una cadena de tiendas estatales propiedad del gobierno de la República Democrática Alemana (RDA, Alemania Oriental), en las que solo se podían usar monedas fuertes (y posteriormente cheques Forum), para comprar productos de alta calidad; el marco de la República Democrática Alemana no era aceptado como moneda de pago. Intershop se orientó originalmente hacia los visitantes de los países occidentales, y luego se convirtió en un punto de venta donde los ciudadanos alemanes orientales podían comprar los bienes que de otro modo no podían obtener. Una consecuencia involuntaria fue que los alemanes orientales comunes tenían alguna idea de la selección de productos disponibles en Occidente, que luego podían comparar con las ofertas bastante limitadas disponibles en su propio país.

## Ofertas de productos
Intershop vendía productos importados como cigarrillos, licores, electrodomésticos e incluso accesorios para automóviles. Incluso vendía productos de calidad de Alemania Oriental que se exportaban y luego se reimportaban. A veces, esos artículos se vendían a un precio más bajo que el mismo producto que se vendía en las tiendas nacionales.

## Historia
Intershop se fundó el 14 de diciembre de 1962 como una empresa pública, su propósito era aumentar el flujo de divisas fuertes hacia la RDA. Había tal escasez de divisas que incluso las pequeñas cantidades eran bienvenidas. Los grupos objetivo eran principalmente los turistas y otros extranjeros en tránsito desde Occidente. Los primeros puntos de venta se encontraban en la estación del metro de Berlín situada en la calle Friedrichstraße, donde los cigarrillos libres de impuestos se vendían por mucho menos que en Berlín Occidental. Poco a poco, se fueron incorporando las bebidas alcohólicas y otros bienes. En 1962, las ventas anuales ascendían a más de un millón de marcos alemanes.
Originalmente, Intershop se organizó como una división de Mitropa, la empresa que ofrecía servicios de cáterin a la Deutsche Reichsbahn de Alemania Oriental. Con la llegada de los primeros Interhotels, que estaban destinados a albergar a turistas occidentales, las Intershops también comenzaron a aparecer en estos hoteles de orientación occidental. También se podía comprar artículos en la habitación (a través del servicio de habitaciones), pagando con moneda fuerte. Con el tiempo, estas Intershops basadas en los hoteles también crecieron.
Posteriormente, se abrieron Intershops en pasos fronterizos y áreas de descanso en las autopistas alemanas, estaciones de ferrocarril, estaciones de autobuses, terminales de ferry y aeropuertos. El régimen de la RDA deseaba obtener divisas fuertes, en la década de 1980, había una estación subterránea del Metro de Berlín, ubicada debajo de la calle Friedrichstraße, en dicha estación había un tienda de Intershop, creada específicamente para los viajeros de Berlín Occidental que no querían pasar por los controles fronterizos de la RDA, los pasajeros podían bajar del metro, hacer la compra, volver en el siguiente metro y regresar a Berlín Occidental, todo ello sin pasar por los controles fronterizos. Las compras se podían pagar con cualquier moneda convertible, como por ejemplo dólares estadounidenses, libras esterlinas, francos suizos, y especialmente, marcos de Alemania Occidental.
En 1978 había 100 Intershops en funcionamiento en Alemania Oriental. Se señaló que Intershop brindaba una oportunidad a las empresas de Alemania Occidental, así como a las empresas con sede en Occidente, de vender bienes de consumo a un país del Bloque del Este comunista. Se observó que el surgimiento de Intershop había creado una clase social visiblemente separada en Alemania Oriental, donde las personas que tenían acceso a una Intershop, así como los medios para comprar allí, consumían artículos ofrecidos por la cadena. El consumismo promovido por la existencia de las Intershops también provocó disputas laborales en algunas áreas, ya que los trabajadores exigieron que parte de su salario se pagara en moneda fuerte para poder comprar en Intershop.
El Ministerio para la Seguridad del Estado (la Stasi) supervisó las Intershops muy de cerca, los empleados que trabajaban como cajeros, solían ser familiares de agentes de la Stasi. En algunas tiendas había cámaras de seguridad, e incluso se revisaban los pasaportes. El transporte de estas mercancías también era monitoreado de cerca. Las Intershops se disolvieron tras la reunificación alemana en 1990. Debido a que no estaba permitido hacer fotos en las Intershops, hay pocas fotografías del interior de las tiendas, la mayoría de fotografías proceden de los archivos de la policía secreta, la Stasi.